# 通販CD
通販CD（つうはんシーディー）とは主にレコード店では売っておらず、通信販売のみで発売されているコンパクトディスクのセット（多くの場合5枚組以上が多い）のことである。商品の性質上、多くの場合テレビショッピングやラジオショッピングなどで販売されるケースが多いが、会社によっては雑誌・新聞広告の紙媒体を通じて販売されることもある。
多くの場合主に大手レコード会社やその子会社が販売し、他のレコード会社の音源も集めて収録するスタイルが多い。多くの場合価格は5枚組の場合、1万円以上のものが多く、1枚当たりのCDの価格は2500～3000円となる。

## 歴史
日本においては1960年に『リーダーズ ダイジェスト』が通信販売によるレコードの販売を開始。第1作は『世界の名曲集』であった。
また1972年に「日本メールセンター」が通信販売によるレコードの発売を開始した。同社は1974年、日本通信教育連盟に統合される。同社が販売した通販レコードのうちビクターとの共同企画商品『愛の詩』（ポピュラー音楽を収録した10枚組LP）は100万枚を突破した。

## 主な作品
- 音楽のある風景
- ベストヒットUSA - テレビ朝日がCDボックスを発売している。
- 恋するバラード〜Woman
- 歌王 演歌名曲120
- Believe (通販CD)
- J-Love
- 恋すれど廃盤ベストコレクション

## 主なレーベル・ブランド
- avex club
- saQwa style
- Shop Magnifica（旧住商ホームショッピング）